# Kornilov
Kornilov je priimek več oseb:
- Ivan Aleksejevič Kornilov, sovjetski general
- Lavr Georgijevič Kornilov (1870-1918), ruski general
- Pjotr Jakovljevič Kornilov, ruski general
- Vasilij Georgijevič Kornilov-Drugov, sovjetski general